# Congrès scientifique
Pour les articles homonymes, voir Congrès (homonymie).
 (octobre 2013).
Si vous disposez d'ouvrages ou d'articles de référence ou si vous connaissez des sites web de qualité traitant du thème abordé ici, merci de compléter l'article en donnant les références utiles à sa vérifiabilité et en les liant à la section « Notes et références ».

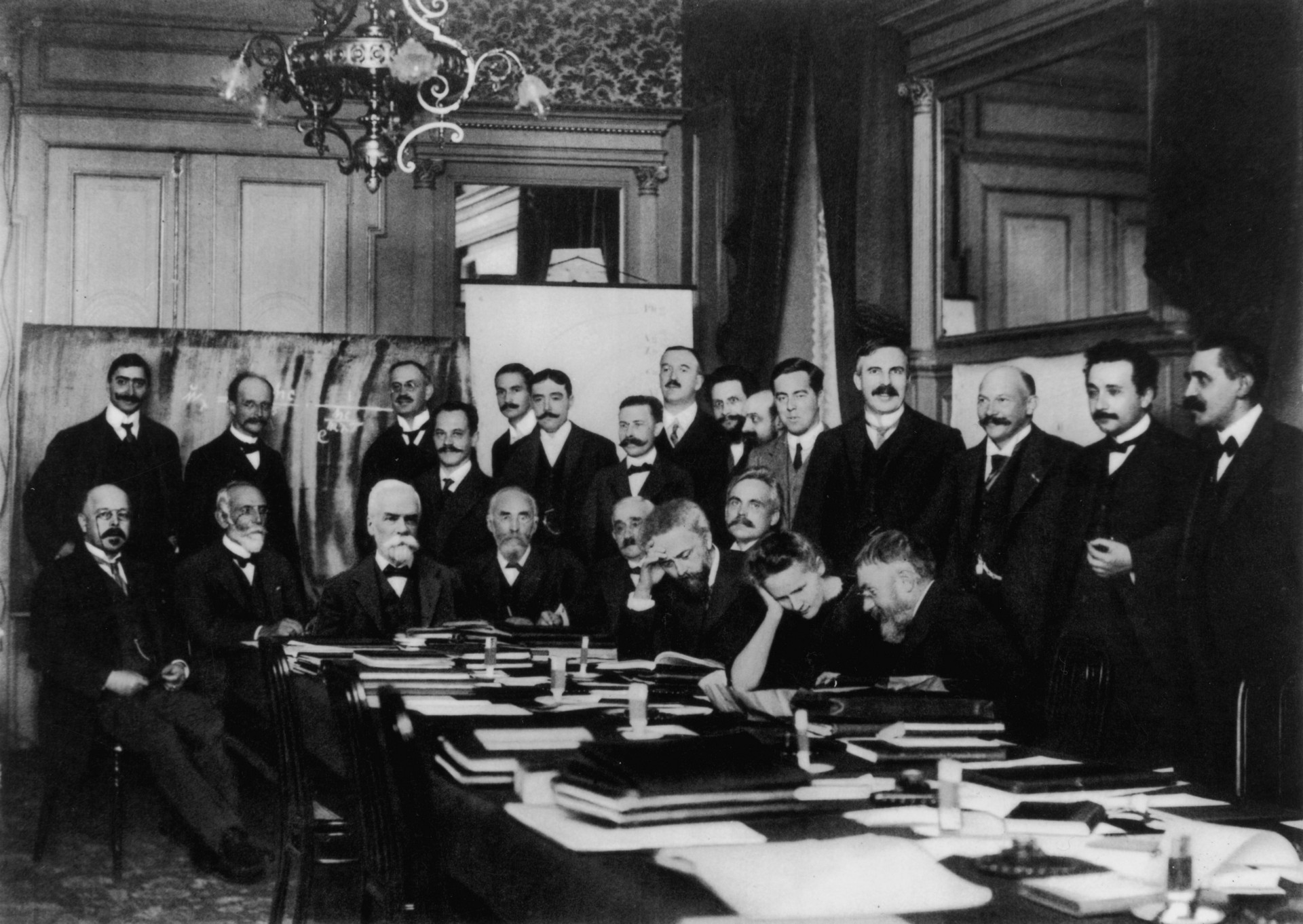
Photographie des participants de la première Solvay Conference, en 1911.

Un congrès ou conférence scientifique est un événement qui vise à rassembler des chercheurs et ingénieurs d'un domaine pour faire état de leurs avancées. Cela permet également à des collègues géographiquement éloignés de nouer et d'entretenir des contacts. Les congrès se répètent généralement avec une périodicité fixée, le plus souvent annuelle.

## Organisation
Les aspects pratiques d'un congrès sont gérés par un comité d'organisation, tandis que la caution scientifique est apportée par un comité de programme. Ce dernier fixe la thématique du congrès, et décide des communications qui pourront y être effectuées.
Plusieurs mois avant la tenue du congrès, un appel à contributions est émis. Les scientifiques intéressés préparent des articles ou résumés et les soumettent aux organisateurs avant la tenue de la conférence.
Un processus de sélection est généralement effectué par un ensemble de personnes faisant office d'évaluateurs pour sélectionner les articles qui seront retenus pour la conférence. On parle de comité de lecture, qui agit sous la responsabilité du comité de programme. Dans certaines disciplines, les conférences les plus cotées sont très sélectives : il peut ainsi arriver que 80 % des articles soumis soient rejetés.
Les articles sélectionnés sont rassemblés dans les actes de la conférence : il peut s'agir d'un livre, d'un support numérique ou d'un site Web. Dans les deux premiers cas, les actes sont généralement distribués aux participants au début du congrès, mais d'autres scientifiques peuvent les commander ultérieurement. Les actes sont en premier lieu destinés aux scientifiques.

## Déroulement
Un congrès se tient sur une période allant d'une ou deux journées à une semaine. Il peut avoir lieu dans une université, un laboratoire, un centre de congrès ou dans un hôtel disposant de salles de conférence.
Pendant la conférence, les auteurs d'articles sélectionnés pendant le processus d'évaluation sont invités à faire une communication, qui peut prendre différentes formes :
- il peut s'agir d'une communication par affiches (posters). Dans ce cas, chaque scientifique prépare une affiche qu'il dispose sur un panneau d'une salle désignée pendant un créneau appelé poster session. Les autres participants peuvent alors examiner les affiches et discuter librement avec leurs auteurs.
- dans un second cas, les communications peuvent se faire sous forme de présentations orales de durées variables, en général d'une dizaine de minutes à un peu plus d'une demi-heure.
- parfois, des sessions permettent aux scientifiques de faire la démonstration d'un procédé technique qu'ils ont mis au point.

Il arrive souvent que dans une même conférence il y ait à la fois des communications par affiche et des communications orales. Ces dernières peuvent même être de deux durées distinctes, courtes (exemple : dix minutes) et longues (exemple : 30 minutes). Dans ce cas, les articles correspondants peuvent aussi être de longueurs différentes : papiers courts (exemple : 4 pages) ou longs (exemple : 10 pages). Parfois, les articles les mieux évalués sont retenus pour une présentation orale longue, les moins bien pour une affiche. Dans d'autres cas, les auteurs spécifient le format souhaité au moment de la soumission de l'article.
Un congrès propose généralement quelques créneaux où s'expriment des conférenciers invités qui ne sont pas passés par le processus de sélection, mais qui ont été invités directement par les organisateurs de la conférence. Ces créneaux sont généralement plus longs que les autres, typiquement une heure. Les conférenciers invités sont le plus souvent des spécialistes reconnus de leur domaine. Ils ne présentent pas forcément des travaux nouveaux, mais peuvent faire un état de leurs travaux ou de leur vision du domaine.
De façon plus rare, un congrès peut aussi organiser des conférences de presse pour faire part de découvertes importantes.

## Financement
Selon le Formindep, les accords de sponsoring peuvent s'élever à une centaine de milliers d'euros par congrès.